# Bertrand des Bordes
Bertrand des Bordes (zm. 12 września 1311 w Awinionie) − francuski duchowny.

## Życiorys
Pochodził z Gaskonii. Biskup Albi od 30 lipca 1308 do 19 grudnia 1310, kiedy papież Klemens V mianował go kardynałem prezbiterem Ss. Ioannis et Pauli. Od listopada 1307 sprawował urząd kamerlinga Świętego Kościoła Rzymskiego. Zmarł w Awinionie.